# Neillia ribesioides
Neillia ribesioides är en rosväxtart som beskrevs av Alfred Rehder. Neillia ribesioides ingår i släktet klockspireor, och familjen rosväxter. Inga underarter finns listade i Catalogue of Life.

## Bildgalleri

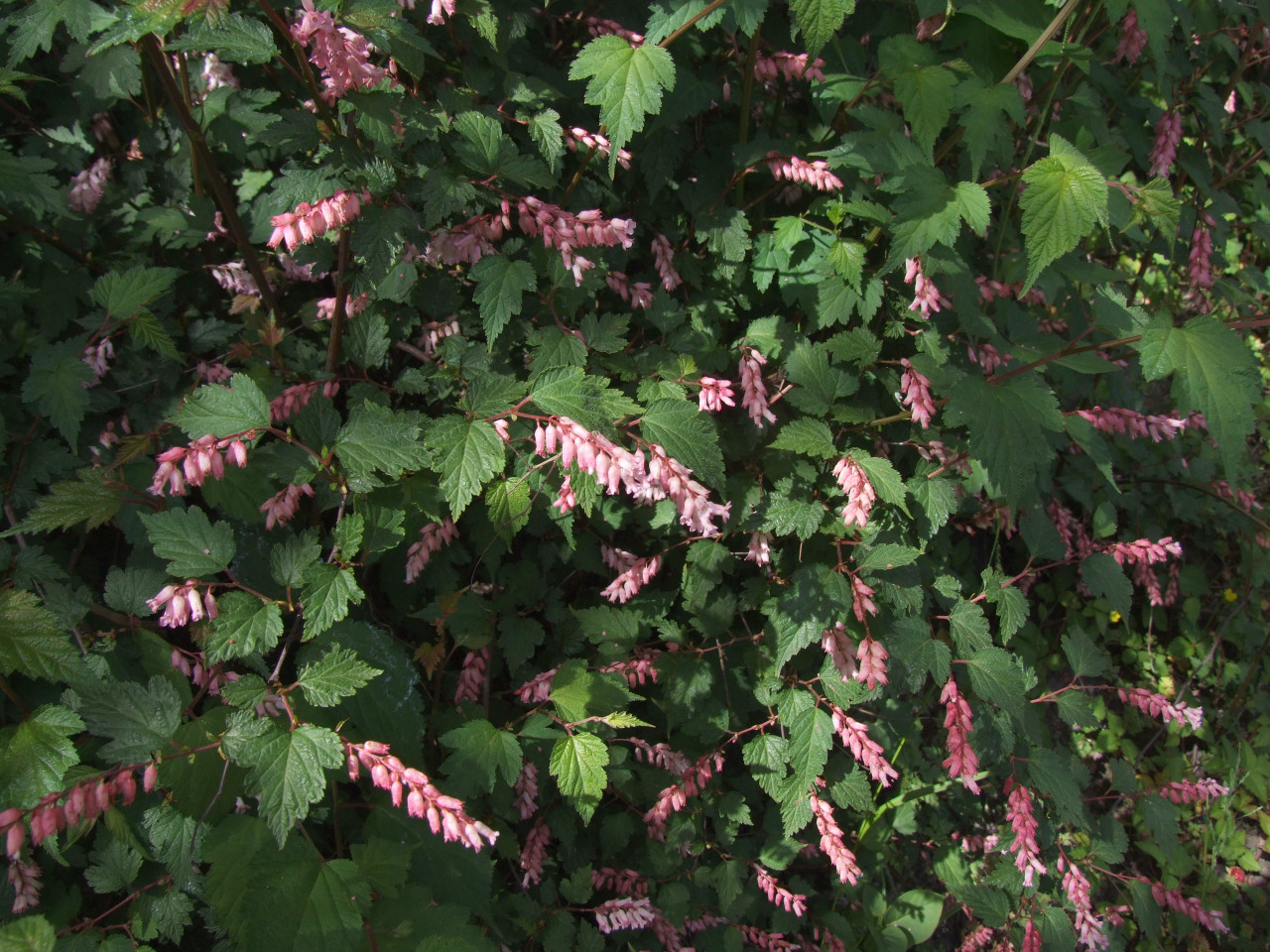